# Códice Cospi

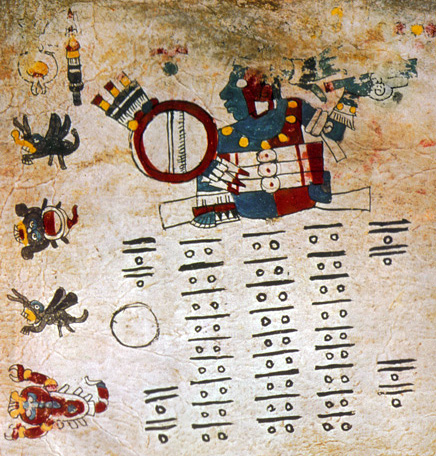
Codex Cospi

El Códice Cospi (o Codex Bologna) es un manuscrito de la América precolombina de Mesoamérica, caracterizado por el preciosismo de sus caracteres pictográficos, que está incluido en los Códices del Grupo Borgia. Actualmente se localiza en la biblioteca de la Universidad de Bolonia, situada en la ciudad de Bolonia Italia. “Tiene pintados el calendario de 260 días y varios rituales y pertenece al Grupo Borgia”.
Se cree que así como el Códice Borgia  el Códice Cospi es de la región del Valle de Puebla-Tlaxcala.
Si el Códice Cospi es específicamente del valle de Teotihuacán, en Puebla, sería de los Tlaxcaltecas.
Existen dos estudios sobre el Códice; el primero, el gráfico, hecho por Francisco del Paso y Troncoso y el segundo, el arqueológico, por Eduard Georg Seler.
Con el Códice se encuentra un folleto no firmado de treinta y una páginas con una descripción del documento que se debe a Francisco del Paso y Troncoso.

## Características del Códice
Este libro nativo fue pintado a mano sobre piel y aderezado con tiza. Sigue bien conservado por su cubierta que fue puesta en el siglo XVI o principios del siglo XVII. La tira de piel mide 3,70 metros de largo y 182 milímetros de alto plegada en forma de biombo en veinte partes de 184 milímetros cada una.
Tiene veinticuatro páginas por el anverso y dieciocho por el reverso. En su totalidad está conformado por 38 páginas de las cuales catorce están vacías. La tira está formada por cinco retazos de piel unidos mediante cuatro pegaduras.
El arte que despliega es una mezcla entre alfarería de policromo de Nochistlán (Mixteca Alta) y un estilo de Cholula-Puebla. 
El Códice Cospi (en el lado del frente) está ordenado en tres secciones. El reverso originalmente era blanco pero posteriormente agregaron notas sobre once rituales. Algunos arqueólogos piensan que deberían de tomarse como dos documentos diversos el anverso y el reverso.
“El Códice Cospi tiene muchas similitudes en contenido al Códice Borgia. Para ejemplificar, ambos códices empiezan con una secuencia de 104 escenas (Cospi, pp. 1-8=Borgia, pp. 1-8)” Otra semejanza es que el Dios del Códice Cospi tiene “dos cuchillos como cabeza”. Esto es lo equivalente al Dios central de la cabeza de dos cuchillos del Códice Cospi.

## Confusión sobre el origen del Códice
El Códice Cospi por un tiempo se consideró como un libro proveniente de China. Antes de que el Conde Valero Zani obsequiara el códice al marqués Ferdinando Cospi (Bolonia) en 1665 se da cuenta del verdadero origen del códice.1 El Conde Valero Zani lo empasta con un papel romano y escribe:  “Libro de Messico” .
Esta confusión se pudo haber dado ya que durante los siglos XVI y XVII llegaban a manos europeas objetos de todos los lugares del mundo sin saber la procedencia de las cosas.
El códice aparece en Bolonia lo cual no es extraño ya que en ese momento era el centro intelectual más grande de Europa. Después de un tiempo el marqués Ferdinando Cospi donó el Códice Cospi a la Universidad de Bolonia, en donde hasta la fecha sigue.

## Códices del grupo Borgia
Los códices del grupo Borgia son documentos del México antiguo. “Cada uno posee un contenido calendárico ritual, el llamado  tonalámatl, “almanaque de los destinos”, con el cual –siguiendo la cuenta de los días del tonalpohualli, ciclo ritual de 260 días– se realizaban predicciones favorables y desfavorables en función de combinaciones específicas de días, deidades y aves sagradas.”” 
En la actualidad existe un libro llamado Códice Cospi. Calendario de pronósticos y ofrendas en el cual se explica más sobre la procedencia, el viaje y la descripción del Códice así como que es parte del Grupo Borgia.
La mayoría de estos manuales adivinatorios sobrevivieron. Todos los existentes se encuentran en Europa. 
Entre los diferentes códices del grupo Borgia, podemos encontrar:
- Códice Borgia
- Códice Vaticano B
- Códice Fejérváry-Mayer
- Códice Laud
- Códice Cóspi